# David Muñoz (chef)
Pour les articles homonymes, voir David Muñoz (homonymie).
David Muñoz Rosillo, né le 15 janvier 1980 à Madrid, connu également sous le nom de Dabiz Muñoz, est un chef cuisinier espagnol.
Il est à la tête de trois établissements, le restaurant DiverXO à Madrid, trois étoiles au guide Michelin et les deux établissements de l'enseigne StreetXO, présente à Madrid et à Londres.
Il est connu pour son style de cuisine et son apparence « alternatives »,, étant un des tout premiers chefs étoilés à arborer ostensiblement tatouages, maquillage et piercings.

## Biographie
Son intérêt pour la cuisine commence dès l'enfance, et à 8 ans déjà, il réalise un plat pour ses parents à partir d'une recette du livre de cuisine, La Cocina Mediterránea. A 12 ans, il va avec ses parents au restaurant madrilène Viridiana, où il est fasciné par le chef Abraham García, qui puise l'inspiration de sa cuisine dans la littérature, la photographie, les voyages et l'art. Adolescent, il suit un Curso de Orientación Universitaria (équivalent Terminale) par correspondance tout en jouant au football avec les catégories inférieures du club Atlético de Madrid, mais il se voue complètement à la cuisine quand à 17 ans il entre en formation à l'école hôtelière de Torrejón de Ardoz en alternance avec un travail au restaurant Balzac dont le chef est Andrés Madrigal.
Son diplôme en poche, il travaille d'abord à Madrid dans des restaurants de cuisine méditerranéenne :  avec Abraham García au Viridiana puis au Catamarón et au Chantarella.
A 21 ans, il part vivre à Londres où il travaille avec André Garrett au restaurant étoilé Orrery (cuisine française). Impressionné par un repas au restaurant cantonais Hakkasan, il ment sur ses compétences en pâtisserie pour y être embauché, dans une brigade qui ne comprend que des chinois. Il y travaille pendant 2 ans et parvient à acquérir certaines techniques de cuisine asiatique. Il travaille ensuite avec Giorgio Locatelli à Locanda Locatelli, avec Jun Tanaka au Pearl et au restaurant asiatique/fusion Nobu,,.
En 2007, David Muñoz revient à Madrid et ouvre avec sa première épouse Ángela Montero Díaz son restaurant DiverXO dans le quartier de Tetuán. Il y propose des menus dégustations avec une cuisine fusionnant les traditions culinaires méditerranéennes, chinoises et japonaises.
En 2010, le restaurant est couronné d'une première étoile Michelin, puis d'une seconde en 2012 et est consacré par la troisième étoile en 2014, ce qui en fait le huitième restaurant triplement étoilé en Espagne et ce qui fait de Muñoz le plus jeune chef étoilé dans ce pays. Fin 2014, DiverXO est déménagé à l'hôtel Eurobuilding Madrid.
En 2012, il ouvre StreetXO à Madrid, un concept bistrot, mêlant bar à cocktails et restauration composée de tapas, dans un style plus décontracté et abordable, avec une décoration évoquant l'Extrême-Orient.
En 2015, David Muñoz épouse l'animatrice de télévision Cristina Pedroche, qui présente la version espagnole de Peking Express.
En 2016, il ouvre un second StreetXO à Londres, dans le quartier de Mayfair.
En 2017, il annonce travailler sur un nouveau projet d'établissement afin de garder une longueur d'avance sur les autres en matière de création.
A l'automne 2019, David Muñoz participe au tournage d'une épreuve de la saison 11 de Top Chef.
En 2024, il participe à nouveau à une épreuve de la saison 15 de Top Chef.
Au cours de cette même année, le chef Dabiz Muñoz collabore avec l'enseigne de restauration rapide Burger King pour l'élaboration de 3 nouveaux burgers.